# Mesalina simoni
Mesalina simoni е вид влечуго от семейство Гущерови (Lacertidae).

## Разпространение
Разпространен е в Мароко.